# Unterstern
Unterstern ist eine Ortschaft in der Stadtgemeinde Bad Leonfelden im Mühlviertel in Oberösterreich. Die Ortschaft hat 35 Einwohner (Stand: 1. Jänner 2024).

## Geographie
Die Ortschaft liegt in den Südlichen Böhmerwaldausläufern. Sie ist Teil der Katastralgemeinde Laimbach und des Zählsprengels Bad Leonfelden-Umgebung. Zur Ortschaft Unterstern gehören 13 Adressen (Stand: 1. April 2020). Sie umfasst die gleichnamige Rotte Unterstern.
Unterstern befindet sich im Einzugsgebiet des Redlbachs.

## Geschichte
Der Ortsname am Stern wurde im Jahr 1356 und der Ortsname  unnder dem Stern im Jahr 1435 urkundlich erwähnt.
Laut Adressbuch von Österreich war im Jahr 1938 in Unterstern ein Landwirt mit Direktvertrieb ansässig.

## Kultur und Sehenswürdigkeiten
Die Giebelkapelle vor dem Hof Unterstern Nr. 1 wurde in der zweiten Hälfte des 19. Jahrhunderts erbaut. Sie weist eine Apsisnische auf. Im Innenraum gibt es ein Kappengewölbe. Die Holzgitter und das Gestühl sind neugotisch gestaltet. Bilder aus dem ersten Viertel des 20. Jahrhunderts zeigen die Heiligen Maria und Anna sowie den Heiligen Josef mit dem Jesuskind.
Beim Hof Unterstern Nr. 1 selbst handelt es sich um einen Vierseithof des 18. und 19. Jahrhunderts. Seine Tormauer ist mit der Jahreszahl 1886 und ein Brunnentrog vor dem Haus mit der Jahreszahl 1590 bezeichnet. Im Wirtschaftsgebäude gibt es eine Riemlingdecke mit geschnitzten Rüstbäumen, von denen einer mit der Jahreszahl 1707 markiert ist.
Durch die Ortschaft führen zwei mittelschwere Radtour-Strecken: die 57,5 Kilometer lange Hoch-4-Runde und die 20,4 Kilometer lange Stern-Runde.